# Niedźwiedź (Limanowa)
Pour les articles homonymes, voir Niedźwiedź.
Niedźwiedź est une localité polonaise, siège de la gmina de Niedźwiedź, située dans le powiat de Limanowa en voïvodie de Petite-Pologne.